# Thecla curtira
Thecla curtira är en fjärilsart som beskrevs av William Schaus 1902. Thecla curtira ingår i släktet Thecla och familjen juvelvingar. Inga underarter finns listade i Catalogue of Life.